# Giuseppe Vallemani
Giuseppe Vallemani (Fabriano, 9 de junho de 1648 - Roma, 15 de dezembro de 1725) foi um cardeal do século XVIII

## Biografia
Nasceu em Fabriano em 9 de junho de 1648, Fabriano, diocese de Camerino. De família nobre. Filho do Conde Rinaldo Vallemani e Maddalena della Genga.
Estudou na Universidade de Macerata, onde obteve o doutorado in utroque iure , tanto em direito canônico quanto em direito civil.
Ele foi para Roma ainda jovem e ingressou na corte do cardeal Emilio Altieri, mais tarde papa Clemente X. camareiro particular de Sua Santidade e, mais tarde, Coppiere . Referendário dos Tribunais da Assinatura Apostólica da Justiça e da Graça. Cânon da basílica patriarcal do Vaticano. Prefeito ( custódio ) do arquivo de Castel Sant'Angelo , julho de 1675 a agosto de 1676. Secretário do SC dos Ritos, 17 de junho de 1690. Secretário do SC da Imunidade Eclesiástica, outubro de 1692. Secretário do SC da Disciplina Religiosa em pontificado do Papa Clemente XI.
Ordenado em 17 de janeiro de 1700.
Eleito arcebispo titular de Atena, em 5 de dezembro de 1701. Consagrado, em Chiesa Nuova, Roma, pelo cardeal Fabrizio Paolucci. Na mesma cerimônia foi consagrado Antonio Felice Zondadari, arcebispo titular de Damasco, futuro cardeal. Assistente do Trono Pontifício, 8 de dezembro de 1701.
Criado cardeal e reservado in pectore no consistório de 17 de maio de 1706. Prefeito do Palácio Apostólico e governador de Castelgandolfo por um triênio, 7 de junho de 1706. Publicado no consistório de 1º de agosto de 1707; recebeu o gorro vermelho e o título de S. Maria degli Angeli alle Terme, em 28 de novembro de 1707. Protetora da Ordem dos Frades Menores Conventuais. Participou do conclave de 1721, que elegeu o Papa Inocêncio XIII. Participou do conclave de 1724, que elegeu o Papa Bento XIII.
Morreu em Roma em 15 de dezembro de 1725, às 10h15. Transferido para a basílica de Ss. XII Apostoli, a vigília ocorreu no dia seguinte, e a capella papalis , com a participação do Papa Bento XIII, no dia 17 de dezembro. Sepultado naquela mesma igreja.